# 韩国 (西周)
韩国，中国西周初年分封的姬姓国家，其所在大约相当于现在陕西韩城市和山西河津市一带。
《左传》云“邘、晋、应、韩，武之穆”，四国开国之君是周武王之子。
周平王十四年（前757年），韩国被晋国所灭。
曲沃代翼之后，晋武公以韩地赐给韩万作为采邑，这是晋国韩氏的由来。
前403年的三家分晋后，韩氏自立为诸侯，建立韩国。

## 君主列表
- 韓侯，武王、成王時期
- 韓侯顯父，周宣王時期[2]